# Straffrätt
Straffrätt är den del av juridiken som avhandlar brott och deras påföljder. Straffrätten behandlar sådant som statsmakten vill förhindra. Sådant kan vara stöld, bedrägeri och mordbrand.
Påföljder delas in i straff och andra påföljder. Som straff räknas enbart fängelse och böter. Andra påföljder är bland annat villkorlig dom och skyddstillsyn.
Den centrala straffrättsliga regleringen finns i Sverige i brottsbalken, som innehåller den allmänna straffrätten. Till detta tillkommer specialstraffrätten, till exempel lagen om straff för smuggling och narkotikastrafflagen, vars reglering återfinns utanför brottsbalken. Allmänna straffrätten och specialstraffrätten skall noga hållas isär från begreppsparet "straffrättens allmänna del" och "straffrättens speciella del", som avser straffrättens gemensamma regler och principer (t.ex. krav på uppsåt, ansvarsfrihetsgrunder och dylikt) respektive straffbuden i sig.

## Vad straffrätten behandlar
Straffrätten behandlar
- vilka gärningar som är straffbelagda
- vad som krävs för att någon ska anses ha begått ett brott
- under vilka förutsättningar gärningsmannen kan dömas för brottet
- straff och andra brottspåföljder samt övriga sanktioner.

Den viktigaste lagen i Sverige när det gäller straffrätt är brottsbalken som innehåller först och främst en så kallad brottskatalog med en uppräkning över viktiga brottstyper. Brottsbalken innehåller också övergripande straffrättsliga principer och regler om val av brottspåföljder. Brott som beskrivs i brottsbalken, t.ex. dråp och bedrägeri, tillhör den allmänna straffrätten. Brott som beskrivs i annan lag eller författningstext tillhör specialstraffrätten. Specialstraffrättsliga lagar kan vara helt ägnade åt ett visst slags brottslighet, som trafikbrottslagen och narkotikastrafflagen.

## Brottsbegreppet
I brottsbalkens inledande paragraf anförs vad som enligt lag anses utgöra ett brott: en gärning för vilken straff är föreskriven. Med en gärning avses ett i brottsbalken eller annan lagstiftning beskrivet kontrollerat aktivt handlande, inklusive s.k. "kontrollerad underlåtenhet". Ingen svensk brottsbeskrivning kriminaliserar sådant som en person är utan endast sådant som en person gör. Det straffrättsliga regelverket tar därför endast sikte på mänskliga beteenden och inte passiva attribut. I förlängningen innebär också gärningsrekvisitet att ingen kan straffas för rent reflexiva, d.v.s. okontrollerade, beteenden. För att en handling (gärning) ska kunna klassificeras som ett brott krävs dessutom att det beskrivits som en sådan i skriven lag (s.k. retroaktiv straffbarhet är förbjuden i svensk straffrätt varför straffbud som införts efter tidpunkten för handlingen inte medför straffansvar). 
Ett första krav för att någon ska kunna hållas ansvarig för ett brott är således att handlingen kan beskrivas med innehållet i ett straffbud, se exempelvis misshandel enligt 3 kap. 5 § brottsbalken. Kravet på "brottsbeskrivningsenlighet" brukar härledas s.k. objektiva brottsförutsättningar. Med det menas att handlingen i sig ska kunna beskrivas i straffbudets ordalag oavsett vem som utfört den. Hänsyn till gärningsmannens inställning eller insikter är exempel på rent subjektiva brottsförutsättningar. Ytterligare en förutsättning för straffansvar enligt de objektiva förutsättningarna är att handlingen, eller omständigheterna vid handlingen, inte ska kunna beskrivas med ordalag i de s.k. ansvarsfrihetsgrunderna enligt 24 kap. BrB (exempelvis nödvärn, nöd och samtycke). Föreligger det rättfärdigande omständigheter kan straffansvar inte anses föreligga. Någon som "misshandlar" annan, d.v.s. tillfogar annan kroppsskada, sjukdom eller smärta osv., är "rättfärdigad" om den vidtar handlingen i syfte att skydda sig själv eller annan från ett påbörjat eller överhängande brottsligt angrepp och kan inte fällas till ansvar med mindre än att handlingen anses vara "uppenbart oförsvarlig" (se 24 kap. 1 § brottsbalken). Brottsbeskrivningsenlighet är därför inte det enda kriteriet för att straffansvar ska kunna konstateras. Det krävs även frånvaro av rättfärdigande omständigheter. Även detta kriterium hänför sig till brottsbegreppets objektiva sida (gärningsmannens egenskaper och insikter beaktas alltså inte i detta led). 
Om brottsbeskrivningsenlighet och frånvaro av rättfärdigande omständigheter kan konstateras så har gärningsmannen i objektiv bemärkelse begått en s.k. otillåten gärning. Straffansvar förutsätter emellertid även, enligt brottsbalkens andra paragraf, att gärningen: begåtts uppsåtligen, om inte annat föreskrivits (s.k. oaktsamhet). Uppsåt måste därför föreligga om straffansvar ska kunna konstateras. Med andra ord: samtliga gärningsomständigheter måste "täckas" av gärningsmannens avsikt, insikt eller likgiltiga inställning. Alternativt, om föreskrivet i brottsbeskrivningen, att gärningsomständigheten täcks av gärningsmannens oaktsamhet. Sedan uppsåtskravet rör frågan om vad gärningsmannen insett, avsett eller bort inse och frågan om hur denne ställer sig till följden av sitt agerande är prövningen hänförlig brottsbegreppets "subjektiva" sida. Vissa ansvarsfrihetsgrunder eller "uppsåtsbrister" tar sikte på omständigheter som är hänförliga den specifika gärningsmannen och är därmed också av subjektiv beskaffenhet, se exempelvis reglerna om excess (24 kap. 6 § BrB). Sådana ansvarsfrihetsgrunder kallas ursäktande omständigheter för att kunna särskiljas från de rättfärdigande omständigheterna. I det subjektiva ledet krävs därför både uppfyllelse av "det allmänna skuldkravet" (uppsåt eller oaktsamhet) samt frånvaro av ursäktande omständigheter.
Med "brott" avses alltså  i svensk straffrätt: en kontrollerad handling som är (1) brottsbeskrivningsenlig, (2) inte rättfärdigad, (3) täckt av uppsåt eller oaktsamhet och (4) inte ursäktad.